# Flanders no inu (série télévisée d'animation)
Flanders no inu (フランダースの犬, Furandāsu no Inu, littéralement « chien des Flandres ») est une série d'animation japonaise-américaine de 52 épisodes réalisée par le studio Nippon Animation dans le cadre des World Masterpiece Theater, et diffusée sur Fuji TV entre le 5 janvier 1975 et le 28 décembre 1975.
Il s'agit de l'adaptation du roman A Dog of Flanders de Ouida, paru en 1872.

## Synopsis[1]
Nello Daas est un jeune garçon orphelin, pauvre mais heureux car il vit avec son grand père, Johann, dans un village pas très loin d'Anvers. Nello a un talent : le dessin. Il est, depuis son plus jeune âge, fasciné par les tableaux de Rubens. Un jour, en aidant son grand-père pour la livraison du lait, il découvre dans un champ de fleurs un chien qui s'était fait maltraiter. Il l'adopte, le nomme Patrasche et devient son plus cher ami. Mais la vraie meilleure amie de Nello est Aloïs Cogez, une fille d'un riche homme du village. Quand Nello décide de devenir un artiste, il doit d'abord gérer les moqueries des personnes de son village, et spécialement du père d'Aloïs, qui le prend pour un fainéant qui ne peut vivre sa vie en dessinant. Mais Nello persévéra et ira même jusqu'à s'inscrire au concours junior de dessin d'Anvers, d'où il n'en sortira pas vainqueur.

## Personnages

### Personnages principaux
- Nello Daas (japonais : ネロ・ダース) est un jeune garçon orphelin vivant avec son grand-père Johann. Tous les matins, il l'aide pour sa livraison de lait tout autour du village.
- Aloïs Cogez (japonais : アロア) est la fille de Monsieur Cogez, un riche homme du Blacken Village. C'est la meilleure amie de Nello, ils passent beaucoup de temps ensemble. Aloïs pourra découvrir, en jouant avec lui, son talent : Nello ira même jusqu'à la dessiner, pour ensuite donner le dessin.
- Patrasche était un chien abandonné que Nello et son grand-père a adopté. Après lui avoir donné un nom, Nello joue souvent avec lui et en devient son ami. Ensemble, avec Aloïs, ils s'amusent en dessous de l'arbre, en haut de la colline.

### Autres personnages
- Monsieur Cogez : le père d'Aloïs
- Madame Ellina Cogez : la femme de Mr. Cogez et la mère d'Aloïs
- Ensor : l'ancien maître qui maltraitait Patrasche
- Hans : domestique des Cogez
- Johann Daas : grand-père de Nello
- George : ami de Nello
- Paul : ami de Nello
- Mademoiselle Nulette : connaissance de Nello et de son grand-père
- Monsieur Aik : juge du concours junior de dessin de la ville d'Anvers

## Fiche technique

### Série télévisée
- Titre original : フランダースの犬 (Flanders no Inu), littéralement en français "Chien des Flandres"
- Titre anglais officiellement donné par la Nippon Animation : A Dog of Flanders
- Titre français littéral : Le Chien des Flandres
- Autres titres[2] :
  -  Allemagne : Niklaas, der Junge aus Flandern
  -  Espagne : El perro de Flandes
  -  Pays-Bas : De hond van Vlaanderen (littéral)
  -  Portugal : O Cão de Flandres
- Réalisateur : Kuroda Yoshio
- Scénariste : Ryuzo Nakanishi
- Musique : Watanabe Takeo
  - Générique de début :
    - Yoake no Michi (よあけのみち), par Kumiko Osugi ( Japon)
    - Il fedele Patrashe, par I Cuccioli ( Italie)

  - Générique de fin : Dokomademo Aroukoune (どこまでもあるこうね), par Kumiko Osugi
- Studio d'animation : Nippon Animation
- Pays d'origine :  Japon
- Langue originale : japonais
- Nombre d'épisodes : 52 (Liste des épisodes de A Dog of Flanders)
- Durée d'épisode : 26 minutes
- Date de diffusion :  Japon - 5 janvier 1975 au 28 décembre 1975

### Film d'animation[3]
- Titre original : フランダースの犬 (Flanders no Inu), littéralement en français "Dog of Flanders"
- Titre anglais officiellement donné par la Nippon Animation : A Dog of Flanders
- Titre français littéral : Le chien des Flandres
- Autres titres[2] :
  -  Allemagne : Niklaas, der Junge aus Flandern
  -  Espagne : El perro de Flandes
  -  Pays-Bas : De hond van Vlaanderen (littéral)
  -  Portugal : O Cão de Flandres
- Réalisateur : Kuroda Yoshio
- Scénariste : Miho Maruo
- Musique : Taro Iwashiro
  - Thème final : When I Cry, par Dianne Reeves - paroles de Susanne Marie Edgren
- Pays d'origine :  Japon
- Langue originale : japonais
- Durée : 102 minutes
- Date de sortie : 15 mars 1997
- Distributeurs : Fuji Television, Mitsui & Company Ltd., Nippon Animation, Shochiku
- Production musicale : Fuji Pacific Music Publisher, HoriPro, Toshiba EMI
- Production sonore : Onkyo Eizo System
- Remerciements spéciaux : Bandai Visual, Fuji Pacific Music Publisher, HoriPro, Association Japon-Belgique, Sabena Airlines, Toshiba EMI, Toshiba Entertainment

## Épisodes
| No | Titre en français                        | Titre en anglais                      | Date de sortie à la télévision |
| -- | ---------------------------------------- | ------------------------------------- | ------------------------------ |
| 1  | Le petit Nello                           | Boy Nello                             | 5 janvier 1975                 |
| 2  | Avec Alois vers la forêt                 | With Alois to the Forest              | 12 janvier 1975                |
| 3  | Dans la ville d'Antwerp                  | In the Town of Antwerp                | 19 janvier 1975                |
| 4  | Mon nouvel ami                           | New Friend                            | 26 janvier 1975                |
| 5  | NC                                       | Patrasche                             | 2 février 1975                 |
| 6  | N'abandonne pas, Patrasche               | Don't Give Up, Patrasche              | 9 février 1975                 |
| 7  | Mange ta soupe                           | Eat Your Soup                         | 16 février 1975                |
| 8  | Il a aboyé, Grand-père !                 | He Barked, Grandpa!                   | 23 février 1975                |
| 9  | La cloche des mémoires                   | Bell of Memories                      | 2 mars 1975                    |
| 10 | La broche d'Alois                        | Alois's Brooch                        | 9 mars 1975                    |
| 11 | Le jardin d'Elina                        | Elina's Garden                        | 16 mars 1975                   |
| 12 | La petite cocotte de Grand-père          | Grandpa's Small Pot                   | 23 mars 1975                   |
| 13 | Le moulin à vent du temps de Napoléon    | Windmill from Napoleon's Times        | 30 mars 1975                   |
| 14 | Le tableau peigné vers le ciel           | Picture Painted to the Sky            | 6 avril 1975                   |
| 15 | Le vieux livre du compte                 | Old Account Book                      | 13 avril 1975                  |
| 16 | L'album de peinture à 10 centimes        | 10-centime Picture Album              | 20 avril 1975                  |
| 17 | Sous l'arbre en haut de la colline       | Under the Tree on the Top of the Hill | 27 avril 1975                  |
| 18 | Kuro le Planteur                         | Kuro the Plankster                    | 4 mai 1975                     |
| 19 | Un vendeur de quincaillerie est en ville | A Hardware Salesman is in Town        | 11 mai 1975                    |
| 20 | Le plus loin possible                    | As Far as Possible                    | 18 mai 1975                    |
| 21 | Un invité arrivé en bateau               | Guest Who Arrived by Ship             | 25 mai 1975                    |
| 22 | Le cadeau d'Angleterre                   | Present from England                  | 1er juin 1975                  |
| 23 | L'anniversaire d'Alois                   | Alois's Birthday                      | 8 juin 1975                    |
| 24 | Le tableau d'Alois                       | Alois's Picture                       | 15 juin 1975                   |
| 25 | Alois est partie                         | Alois is Gone                         | 22 juin 1975                   |
| 26 | Au revoir, Alois                         | Goodbye, Alois                        | 29 juin 1975                   |
| 27 | Noël sans Alois                          | Christmas without Alois               | 6 juillet 1975                 |
| 28 | Une gentille madame                      | A Kind Lady                           | 13 juillet 1975                |
| 29 | Deux tableaux par Rubens                 | Two Pictures by Rubens                | 20 juillet 1975                |
| 30 | Une promesse dans la neige               | Promise in the Snow                   | 27 juillet 1975                |
| 31 | La décision de Nello                     | Nello's Decision                      | 3 août 1975                    |
| 32 | Un grand chêne                           | A Big Oak Tree                        | 10 août 1975                   |
| 33 | La lettre qui vient du cœur              | Letter from the Heart                 | 17 août 1975                   |
| 34 | Mademoiselle Nulette                     | Mrs Nulette                           | 24 août 1975                   |
| 35 | Re-bienvenue, Alois !                    | Welcome Back, Alois                   | 31 août 1975                   |
| 36 | Les médicaments d'Alois                  | Alois's Medecine                      | 7 septembre 1975               |
| 37 | Bonnes nouvelles                         | Good News                             | 14 septembre 1975              |
| 38 | Le grand rêve de Nello                   | Nello's Big Dream                     | 21 septembre 1975              |
| 39 | Le drapeau connectant deux cœurs         | Flag Connecting Two Hearts            | 28 septembre 1975              |
| 40 | Le sifflement de Grand-père              | Grampa's Whistling                    | 5 octobre 1975                 |
| 41 | Une longue route familière               | Familiar Long Road                    | 12 octobre 1975                |
| 42 | Le nouveau voisin de l'autre porte       | Person Who Arrived Next Door          | 19 octobre 1975                |
| 43 | L'aide d'Alois                           | Alois's Help                          | 26 octobre 1975                |
| 44 | Le cadeau de Grand-père                  | Grampa's Gift                         | 2 novembre 1975                |
| 45 | Nello, tout seul                         | Nello Alone                           | 9 novembre 1975                |
| 46 | Le visage de Grand-père                  | Grampa's Face                         | 16 novembre 1975               |
| 47 | Incendie à la hutte du moulin à vent     | Fire at the Windmill Hut              | 23 novembre 1975               |
| 48 | Plus jamais de travail                   | No More Work                          | 30 novembre 1975               |
| 49 | J'ai fini mon tableau, Grand-père        | I Finished Painting, Grampa           | 7 décembre 1975                |
| 50 | Le jour de l'annonce                     | Day of the Announcement               | 14 décembre 1975               |
| 51 | 200 Francs Cash                          | Two-thousand Francs Cash              | 21 décembre 1975               |
| 52 | Le tableau des anges                     | Picture of the Angels                 | 28 décembre 1975               |